# فاني إملاي
فرانسيس «فاني» إملاي (بالإنجليزية: Fanny Imlay)‏ (اسمها القانوني فرانسيس ولستونكرافت [بحاجة لمصدر]؛ 14 مايو 1794 - 9 أكتوبر 1816 م)، ومعروفة أيضا باسم فاني غودوين، كانت ابنة غير شرعية لماري ويلستونكرافت ورجل الأعمال الأمريكي جيلبرت إملاي.